# Knut Olson

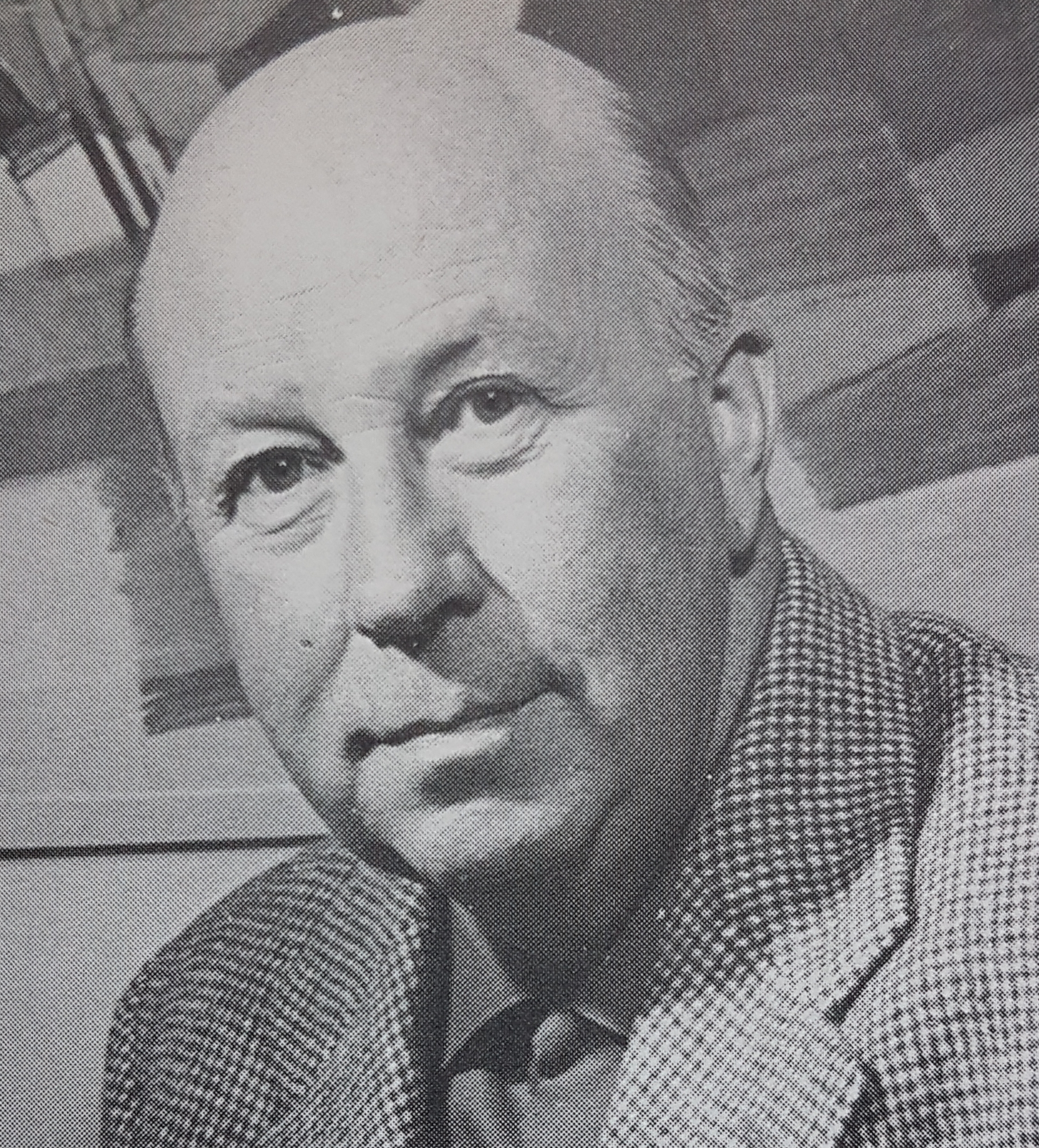
Knut Olson

Knut Martin Olson (Olsson i folkbokföringen), född 13 januari 1904 i Ransäter i Värmland, död där 18 februari 1978, var en svensk målare. 
Olson tänkte först studera till läkare men Albert Engström avrådde honom med orden Ta reda på din talang i stället. Han inledde studier vid en reklamskola och när han avslutade skolan 1929 var han under några år verksam vid Dagens nyheter och Europafilm. Han återupptog studierna i konst vid Otte Skölds målarskola 1935 samt besökte Norge och Danmark för konststudier. 1950 studiebesökte han Frankrike och Italien. 
Han debuterade i Värmlands konstnärsförbunds utställning på Värmlands museum 1934, och deltog i Värmland konstförenings utställningar från dess bildande 1936. Han medverkade i Unga tecknare på Nationalmuseum 1935. Separat ställde han ut på Värmlands museum 1946 och tillsammans med Donald William-Olsson 1952.
Som stöd för blivande konstnärer gav han lektioner till Thore Andersson och Lars Lerin.
Hans konst består av porträtt, figurer, landskap och stilleben i olja och gouache. Efter att han drabbats av sjukdom 1972 lärde han sig att måla med enbart vänster hand men han bytte signatur till K.O. i stället för hela namnet.
Bland hans offentliga arbeten märks originalaffischen till F. A. Dahlgrens, Värmlänningarna i Ransäter, Porträtt av Munkfors kommuns styrande personer varav några hänger på kommunhuset i Munkfors samt målningar i Ransäters och Hagfors kyrkor.
Olson finns representerad på Värmlands museum, Värmlands läns landsting, Karlstad kommuns konstsamling, Statens porträttsamlingar i Gripsholm med ett porträtt av Tage Erlander.